# Auguste Mourriès
Auguste Mourriès, de son vrai nom Auguste Mourre, est un comédien français, né le 30 août 1883 à Marseille (Bouches-du-Rhône) et mort le 16 février 1956 dans la même ville.

## Filmographie
- 1932 : Fanny de Marc Allégret : Félix Escartefigue
- 1933 : Charlemagne de Pierre Colombier : le capitaine
- 1934 : Tartarin de Tarascon de Raymond Bernard : Barbassou
- 1934 : Minuit, place Pigalle de Roger Richebé
- 1934 : J'ai une idée de Roger Richebé : Édouard
- 1935 : L'École des cocottes de Pierre Colombier
- 1936 : À minuit, le 7 de Maurice de Canonge : Le journaliste marseillais
- 1940 : L'Héritier des Mondésir d'Albert Valentin : Quatrefages
- 1941 : La Prière aux étoiles de Marcel Pagnol : Aurèle, le syndic
- 1942 : Simplet de Fernandel
- 1943 : Secrets de Pierre Blanchar : Le docteur
- 1946 : Les Gueux au paradis de René Le Hénaff
- 1946 : L'Aventure de Cabassou de Gilles Grangier : Roubide
- 1947 : Rumeurs de Jacques Daroy
- 1948 : Si ça peut vous faire plaisir de Jacques Daniel-Norman : Massiera

## Théâtre
- 1933 : Un homme du Nord de Charles Méré, mise en scène André Brulé, Théâtre Marigny